# Visconde de Midões
Visconde de Midões é um título nobiliárquico criado pela Rainha D. Maria II de Portugal, por Carta de 23 de Outubro de 1837, em favor de Roque Ribeiro de Abranches Castelo-Branco.

## Viscondes de Midões (1837)

### Titulares
1. Roque Ribeiro de Abranches Castelo Branco (1770–1844), 1.º Visconde de Midões;
2. César Ribeiro de Abranches Castelo Branco (1803–1889), 2.º Visconde de Midões.

### Armas
Abranches (pleno): de ouro, com uma banda de azul, carregada de duas cruzes florenciadas de ouro e vazia da banda, acompanhada de duas águias estendidas de vermelho, sancadas (membradas) e armadas de negro; Elmo de prata tauxeado de ouro, forrado de vermelho; virol e paquifes de ouro e azul; Timbre: coroa de Visconde; correias de azul perfiladas de ouro, tachões de ouro.